# Les Nuits de Moscou
Pour le film russe homonyme de 1994, voir Katia Ismailova.
Les Nuits de Moscou (en russe : Подмосковные Вечера, Podmoskovnyïé Vetchera ; littéralement, « (les) soirs — ou soirées — près de Moscou ») est une chanson russe populaire, composée en 1955 par Vassili Soloviov-Sedoï (musique) et Mikhaïl Matoussovski (paroles).

## Les débuts en Russie
La chanson Les Nuits de Moscou est considérée comme traditionnelle et est depuis longtemps utilisée comme générique musical par la radio russe Radio Moscou. Vassili Soloviov-Sedoï étant natif de Léningrad, voulait au départ que la chanson s'intitulât Ленинградские вечера (« Les Nuits de Léningrad »), mais à la demande du ministère soviétique de la culture, la chanson s'est intitulée Подмосковные вечера, avec les changements correspondants dans les paroles.
Elle fut interprétée par Vladimir Trochine, un jeune acteur du Théâtre d'art de Moscou pour un documentaire sur les Spartakiades de la RSFSR. Si elle n'avait pas une importance capitale dans le film, elle connut toutefois par ce biais une popularité qui la fit diffuser sur les stations de radio dans toute l'URSS.

## Notoriété internationale
C'est en 1957 que la chanson Les Nuits de Moscou connaît une notoriété internationale après avoir été primée au Festival mondial de la jeunesse et des étudiants qui eut lieu cette année-là à Moscou. Elle est particulièrement populaire en République populaire de Chine[réf. nécessaire]. L'interprétation au piano du pianiste américain Van Cliburn contribua à cette popularité. Il joua par la suite ce morceau à la Maison-Blanche en 1989 à l'occasion de la visite de Mikhaïl Gorbatchev.
En France, la chanson fait l’objet, en 1959, d’une interprétation par Francis Lemarque sous le titre Le Temps du muguet (il s’agit d’une libre interprétation et non d'une traduction littérale).

## Interprétations
La chanson a fait l'objet de très nombreuses versions et interprétations comme :
- Le groupe de jazz britannique Kenny Ball a eu un succès avec cette chanson en 1961 sous le titre Midnight in Moscow. Elle fut classée deuxième au Billboard Hot 100 de 1962. Elle a été également classée trois semaines numéro un au Hot Adult Contemporary Tracks. Une version instrumentale a été enregistrée en 1963 par le group The Village Stompers.
- La chanson fut interprétée en France (après Francis Lemarque) par Mireille Mathieu qui la chante en français et en russe, lors de ses concerts en Russie, Renée Lebas, Danielle Darrieux ou encore Dorothée dans sa version française  et Ivan Rebroff (1968) dans sa version russe.
- Les Chœurs de l'Armée rouge ont repris la chanson à plusieurs reprises, notamment en 1957 avec le ténor Ivan Boukreev[2].
- La mélodie fut utilisée dans le film d'animation russe Le Loup gris et le Petit Chaperon rouge de Garri Bardine.
- En 2008, Hélène Ségara fait une reprise sous le titre La famille que l'on a choisie dans son dernier album Mon pays c'est la Terre. L'idée de reprendre ce titre lui est venue après avoir interprété le titre original lors de ses concerts à Moscou, concerts au cours desquels elle a eu un véritable coup de cœur pour sa « nouvelle famille russe ».
- Cette même année 2008, une version instrumentale courte fut utilisée par la gymnaste Evguenia Kanaïeva aux Jeux olympiques d'été.
- En 2018, le groupe français Sirba octet a repris la chanson, en version instrumentale sous son titre français Le temps du Muguet, dans l'album Sirba Orchestra ! Russian, Klezmer & Gipsy music, avec l'Orchestre philharmonique royal de Liège.
- La mélodie est l'indicatif musical des stations de la radio publique russe Radio Mayak.
- En 2023, Thomas Lilti l’intègre dans le générique de fin de son film Un Métier sérieux, dans une reprise de Sylvain Ohrel.
- Dimitri Hvorostovsky et Aida Garifullina 'Moscow Nights' Live 2017 .

## Dans la culture russe
Le titre russe original a été repris pour un film noir de 1994, dont le titre à l’international est Katia Ismailova.